# Loxophlebia cinctata
Loxophlebia cinctata är en fjärilsart som beskrevs av George Francis Hampson 1905. Loxophlebia cinctata ingår i släktet Loxophlebia och familjen björnspinnare. Inga underarter finns listade i Catalogue of Life.